# Mosquée Al Malek
La mosquée Al Malek est une mosquée tunisienne située dans la médina de Kairouan.

## Architecture
Datant du XVIIIe siècle, la mosquée occupe l'étage principal d'un édifice, qui en possède deux, localisé à l'angle de la rue Ali Belhouane. L'accès à la salle de prière se fait par des escaliers étroits qui se trouvent sur le côté du bâtiment dont le rez-de-chaussée est occupé par quelques boutiques.
L'architecture de la mosquée se caractérise par sa simplicité, faite de murs blancs animés seulement par les encadrements des portes et des fenêtres, mais c'est le minaret qui représente l'élément le plus remarquable de l'édifice : il s'agit d'une tour carrée faite de briques et de mortier, à l'intérieur de laquelle se trouve un pilier central entouré d'un escalier qui monte jusqu'au toit.

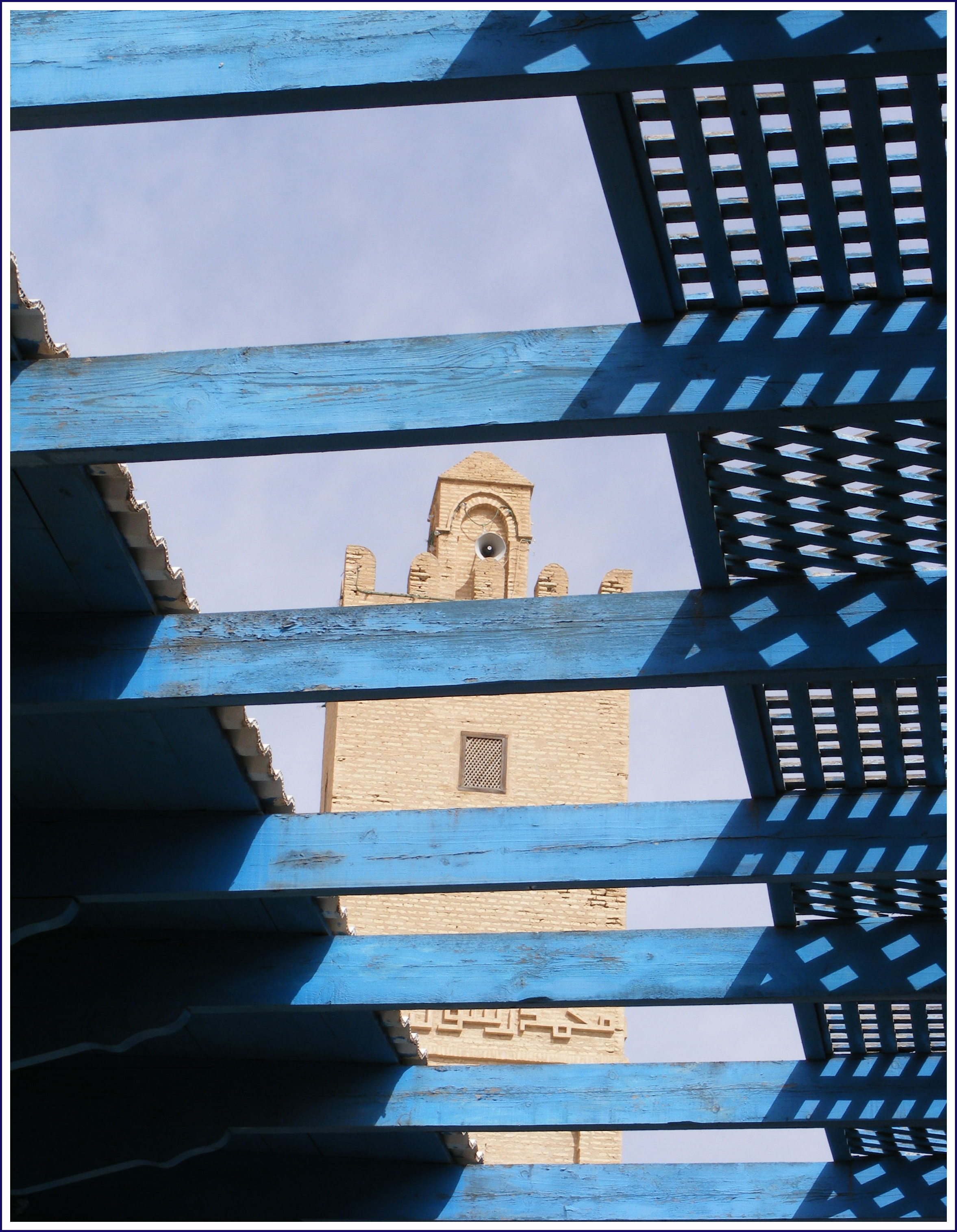
Vue de la partie supérieure du minaret depuis l'un des souks de la médina.
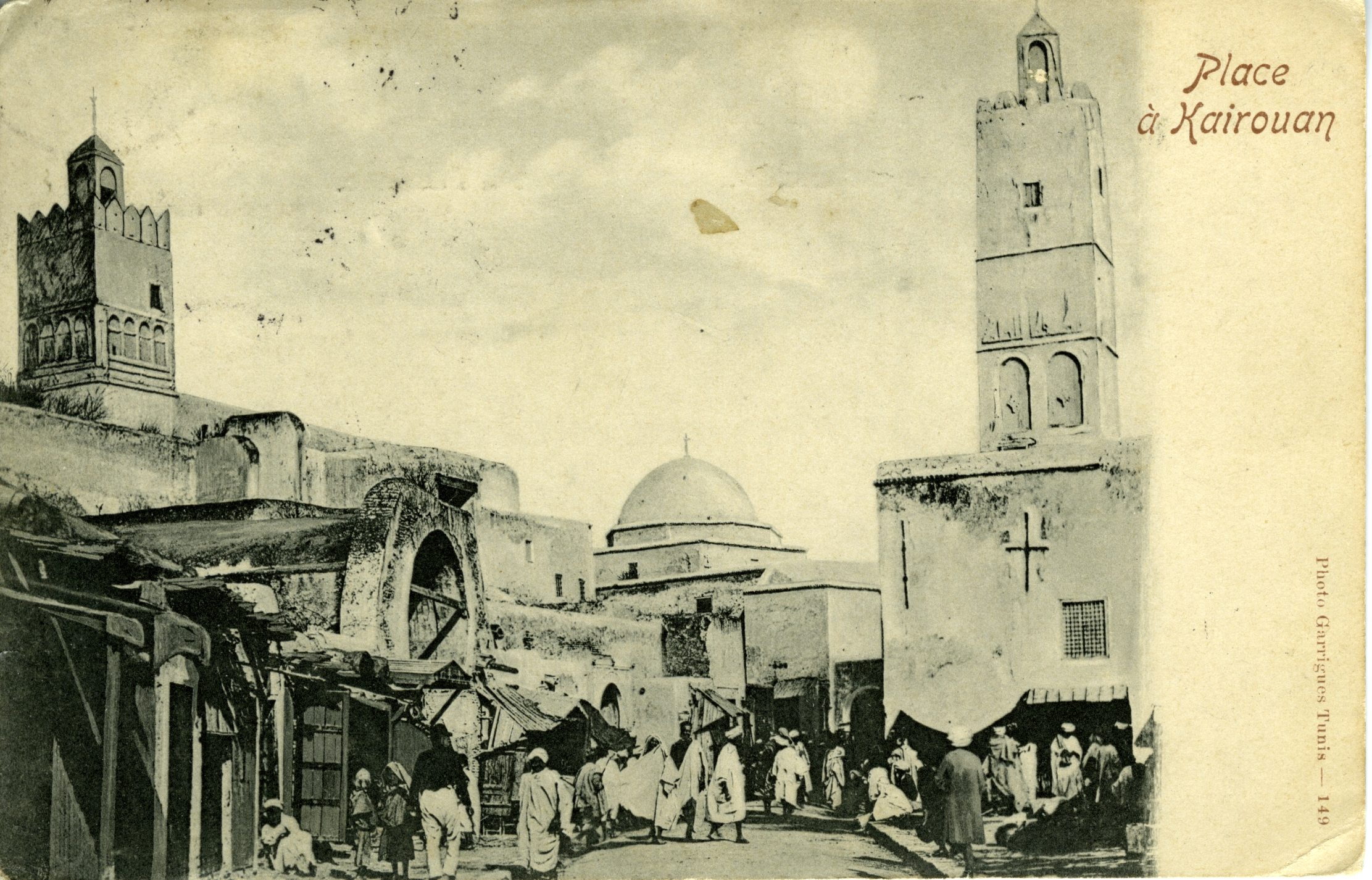
Ancienne carte postale montrant le minaret tel qu'il se présentait vers 1900.